# Wolfgang Niedecken
Wolfgang Niedecken (Keulen, 30 maart 1951) is een Duitse muzikant, auteur en schilder.

## Voorgeschiedenis
Wolfgang Niedecken is de zoon van de eind jaren 1930 uit Unkel naar Keulen verhuisde wijnbouwerszoon en handelaar Josef Niedecken, die in een tweede huwelijk met zijn 16 jaar jongere Keulse echtgenote Hubertine Platz in het stadsdeel Severins een kruidenierszaak leidde. Hij beschreef zijn vader, die meeloper was in de NSDAP, als aartskatholiek. Niedecken heeft een 20 jaar oudere halfbroer uit zijn vaders eerste huwelijk. Hij is sinds 1994 voor de tweede keer getrouwd en heeft uit het eerste huwelijk (1983-1992) met zijn vroegere echtgenote Carmen twee zoons, uit het tweede huwelijk met Tina twee dochters.
Van april 1962 tot 1970 bezocht Niedecken het convict St. Albert, een internaat van de Pallottijnen in Rheinbach, waar hij woonde. Hij bezocht het Städtische Gymnasium Rheinbach, speelde vanaf 1966 in de scholierenband The Convikts en zong daarna bij The Troop, die hij in 1969 verliet. Daarna was hij tot 1971 zanger bij Goin' Sad, die door Klaus der Geiger voor een sessie werd uitgenodigd in het theehuis Tabernakel. Het was ook Klaus der Geiger, die Niedecken onder druk zette om zich in te zetten bij de demonstraties voor Stollwerck. Zijn eerste plaatopname ontstond in 1969 met deze band op de slechts vier nummers bevattende ep Hans Daniels präsentiert Bonner Beat Bands. Het eerste nummer Satin Rose werd geschreven door Niedecken en in 1969 opgenomen in de Keulse Cornet-geluidsstudio's van Heinz Gietz.
De ep met een oplage van 500 exemplaren bevatte progressieve rock met funk-elementen, maar was echter uitsluitend bedoeld voor promotiedoeleinden en kwam derhalve nooit in de handel. Zonder diploma studeerde hij vanaf 1970 vrije schilderskunst aan de Kölner Werkschulen van de FH Keulen en beëindigde hij de studie in 1974 met het examen en een studieverblijf in New York bij Howard Kanovitz en Larry Rivers. Niedecken is tot vandaag een actief beeldend kunstenaar, die de meeste plaatcovers van de band BAP vorm gaf en bovendien ook eigen tentoonstellingen presenteert.

## Carrière

### Jaren 1970
In de zomer van 1974 schreef hij zijn eerste Keulse songtekst Helfe kann dir keiner. Vanaf 1976 begonnen repetities met een naamloos vrijetijdscombo, dat in juli 1977 onder hun huidige naam BAP voor de eerste keer optrad in de Mariensaal in Keulen-Nippes. In 1978 volgden eerste optredens met de band, echter toerde bij daarnaast ook als solist met gitaar en mondharmonica. Dat leidde tot de bijnaam van 'kölschen Dylan', niet alleen wegen de grote affiniteit, die Niedecken tot Bob Dylan koesterde, die hem heel beslissend had gevormd in zijn ontwikkeling als songwriter. Belangrijke weerklank bracht het optreden van Niedecken in april 1979 in de stadshal van Keulen-Mülheim, waar hij het voorprogramma van de Schmetterlinge verzorgde. Toen daarna in oktober 1979 in de Keulse 'Studio am Dom' de lp Wolfgang Niedecken's BAP rockt andere kölsche Leeder ontstond, lukte nog in hetzelfde jaar met BAP uiteindelijk de doorbraak. Niedecken groeide uit tot de belangrijkste songwriter van de band en schreef Keulse teksten ook uit titels van Bob Dylan.

### Jaren 1980
In het WDR-programma Kölner Erinnerungen aus 40 Jahren ontmoette hij in 1984 Heinrich Böll, waaruit een vriendschap ontstond. Samen met Trude Herr en Tommy Engel zong hij in 1987 de song Niemals geht man so ganz. In maart 1987 bracht hij zijn eerste soloalbum Schlagzeiten uit, waarop hij begeleid werd door bevriende muzikanten. Tussen maart en april 1989 was Niedecken te gast bij een dialect-livesessie van de band Bläck Fööss in het Keulse Millowitsch-Theater. De concertopname werd uitgebracht op de dubbel-cd Bläck Fööss & Fründe. In 1990 verscheen zijn autobiografie, waarin hij ook zijn eigen belevenissen en mishandelingen in het internaat aan de kaak stelt. Hij herhaalde deze verhalen onder andere ook in de talkshow Maischberger van de ARD van september 2018 en zei concreet, dat hij door een katholieke pater niet alleen geslagen, maar ook seksueel misbruikt werd.

### Jaren 1990
In 1992 werkte hij als tekstschrijver, componist, gitarist en producent mee aan de soloplaat van Jürgen Zeltinger. In hetzelfde jaar schreef hij de Keulse tekst voor de antiracisme-hymne Arsch huh, Zäng ussenander, die na het uitbrengen in februari 1992 de Duitse hitparade haalde. In februari 1995 verscheen het soloalbum Leopardefell, dat in het Keuls gezongen Dylan-songs bevatte. Zijn derde soloproductie Niedecken Köln, die hij samen opnam met de bigband van de WDR, volgde in 2004.

### Jaren 2000
Ter gelegenheid van zijn 60e verjaardag, die hij vierde op 30 maart 2011 met ongeveer 500 gasten op een boot op de Rijn, zond WDR de Niedecken Nacht en een portret uit de reeks Die Besten im Westen uit. Voor november 2011 was de start van een BAP-tournee gepland. Wegens een beroerte van Niedecken in november 2011 werd de tourneestart verplaatst naar begin mei 2012. De uitreiking van de 'Bundesverdienstordens 1. Klasse' voor zijn maatschappelijke en politieke betrokkenheid werd in februari 2013 ingehaald. Over het omgaan met zijn ziekte schreef Niedecken in zijn in 2013 verschenen boek Zugabe – Die Geschichte einer Rückkehr. In hetzelfde jaar verscheen zijn vierde soloalbum Zosamme alt, dat in december 2012 samen met Amerikaanse muzikanten werd opgenomen in Woodstock. Het album werd door Julian Dawson geproduceerd. Bij de nummers op de cd betreft het een samenstelling van songs, die Niedecken in de laatste 25 jaar had geschreven voor zijn echtgenote. Hij werkte ook mee aan de Duitse versie van de charity-song Do They Know It's Christmas van Band Aid 30 Germany, die op 21 november 2014 wereldpremière had.

## Politieke en maatschappelijke betrokkenheid
Niedecken toonde altijd weer een grote politieke en maatschappelijke betrokkenheid. Zo was hij in 1992 een van de initiatiefnemers van het Keulse concert Arsch huh, Zäng ussenander tegen racisme en vreemdelingenhaat. Voor zijn leidende rol bij deze antiracismecampagne kreeg hij in 1998 het Bundesverdienstkreuz.
Sinds 2004 is Niedecken ambassadeur van de hulpactie 'Gemeinsam für Afrika'. Uit deze bezigheid is ook de song Noh Gulu afkomstig, die te horen is op het BAP-album Radio Pandora. Hij stichtte samen met de kinderhulp-organisatie 'World Vision' en zijn vriend, de ondernemer Manfred Hell, het hulpprogramma 'Rebound', dat vroegere kindsoldaten in Oeganda steunt. Derhalve aanvaardde Niedecken in 2005 het beschermheerschap van de tentoonstelling 'Kinder des Krieges' met foto's van de Keulse fotograaf Michael Bause en werd hij ambassadeur van 'World Vision Deutschland'. Voor deze vrijwillige betrokkenheid werd hij in februari 2013 onderscheiden met de Orde van Verdienste van de Bondsrepubliek Duitsland.
Niedecken is lid van de Keulse 'Bürgerkomitees alternative Ehrenbürgerschaft', dat in Keulen de 'Alternative Kölner Ehrenbürgerschaft' toekent en van het curatorium van de 'DFL Stiftung' (voorheen Bundesliga-Stiftung). Hij is onder andere te horen als spreker in een tv-spot van de stichting voor de campagne 'Integration gelingt spielend'. Bovendien is hij curatoriumlid van de Keulse Kunsthochschule für Medien, waaraan zijn zoons studeren.
Als sponsor steunt Niedecken sinds 2012 het Schokofair-project van de Montessori-Hauptschule in Düsseldorf, die zich sinds midden 2010 verzet tegen de uitbuiting van kinderen in de chocolade-industrie. Hij ondertekende in de herfst van 2013 als een van de eersten het door Alice Schwarzer in het door haar uitgegeven tijdschrift Emma ingestelde 'Appell gegen Prostitution'.

## Onderscheidingen
- 1995: Verdienstorden van het Nordrhein-Westfalen
- 1996: Frankfurter Musikpreis
- 1998: Verdienstkreuz am Bande van de Bondsrepubliek Duitsland
- 2007: Steiger Award
- 2008: Friedestrompreis van de Rhein-Kreis Neuss
- 2011: Radio Regenbogen Award in de categorie Charity
- 2012: ECHO voor zijn levenswerk
- 2013: Orde van Verdienste van de Bondsrepubliek Duitsland
- 2013: Sonderpreis van de 1 Live Krone van de WDR
- 2015: Deutscher Musikautorenpreis voor het onderdeel tekst pop/rock (laudator Peter Brings)
- 2015: Großer Kulturpreis van de Sparkassen-Kulturstiftung Rheinland
- 2016: Widerstandspreis van de 'Freunde der Räuberhöhle 2012'
- 2017: Paul-Lincke-Ring
- 2017: Internationale Beethovenprijs voor mensenrechten, vrede, vrijheid, armoedebestrijding en inclusie

- Gemeinsame Normdatei: 118942247
- International Standard Name Identifier: 0000 0000 2588 4042
- Library of Congress Control Number: n86030420
- MusicBrainz: 3147d177-73e3-44a3-ac08-98096e75dccc
- Nederlandse Thesaurus van Auteursnamen: 115875980
- RKD-Nederlands Instituut voor Kunstgeschiedenis: 316257
- Virtual International Authority File: 3270140
- WorldCat: E39PBJtmxcyFrJb3cgttvhKfMP